# Regesta Imperii
I Regesta Imperii sono una raccolta di fonti primarie di interesse per la storiografia europea.
Si tratta della raccolta di tutte le fonti riguardanti gli imperatori del Sacro Romano Impero, a partire dalla dinastia carolingia fino a Massimiliano I, e dei papi dell'alto medioevo.
Il progetto nacque nel 1829 su iniziativa di Johann Friedrich Böhmer. I volumi più antichi riportano solamente atti e documenti dei re e degli imperatori tedeschi. I più recenti contengono anche cronache e documenti di altra origine che riguardano la storia del Sacro Romano Impero.
Del progetto fa parte anche la banca dati consultabile online RI-Opac (Regesta Imperii), che, nel febbraio 2018, conteneva oltre 2.250.000 entrate, riguardanti soprattutto la storia medievale europea.
La gestione del progetto è affidata all'Akademie der Wissenschaften und der Literatur (Accademia delle scienze e della letteratura) di Magonza (AdW-Mainz)
La gran parte dei volumi pubblicati è disponibile anche in forma digitale.